# Податак
Податак је једноставна изолована, необрађена чињеница која има неко значење. Податак може бити:
- број;
- реч;
- слика;
- звук.

Податак (datum — за једнину и data — за множину) у преводу са латинског језика значи „нешто што је дато“.
Податак може постојати у било којем облику, био употребљив или не.
Податак је састављен од:
- значења (назив и опис значења одређеног својства)
- вредности (мера и износ)
- времена

## Податак и информација
Податак је опис својства неког ентитета, регистроване (изоловане) чињенице или опажања током неког процеса. На пример, подаци су речи „Марко” и „продавницу”. Они заједно немају смисла, али ако се каже: „Марко је отишао у продавницу” онда имају смисла и постају информација.
Информација је, дакле, скуп логички повезаних података, обрађених и организованих чињеница које представљају неко обавештење. Подаци су изоловане чињенице које постају информације у тренутку коришћења и само ако су правовремено дати.

## Употреба у рачунарству
Оно што представља чињеницу, догађај или идеју у одређеном запису зовемо податак. Податак је представљање чињенице или идеје погодне за комуникацију, интерпретацију и обраду од стране људи и машина.
Сирови подаци су бројеви (када се изражавају количинска својства), карактери, слике или други излази из уређаја за претварање физичких величина у симболе, у веома широком смислу (превасходно се ради о мерним уређајима). Такви подаци се обично даље обрађују од стране човека или се уносе у рачунар, чувају и обрађују тамо, или се преносе другом човеку или рачунару. Сирови податак је релативан термин; обрада података се обично дешава у етапама, и „обрађени подаци“ из једне фазе се могу сматрати „сировим подацима“ наредне фазе.